# Alex Russo
Alexandra Margarita „Alex” Russo – główna bohaterka serialu „Czarodzieje z Waverly Place”, emitowanego na kanale telewizyjnym Disney Channel. Odtwórczynią tej roli jest Selena Gomez. Jest to leniwa dziewczyna, która bardzo często ma kłopoty w szkole. Nierozważnie używa swoich mocy, co często ma opłakane skutki. Ma talent do pakowania siebie (a także przy okazji innych) w kłopoty. Alex urodziła się na tylnym siedzeniu taksówki Cab 804. Zawsze trzyma swoją różdżkę w bucie. Dziewczyna jest piękna i bezpośrednia w kontaktach międzyludzkich. Zostaje czarodziejką rodziny Russo.

## Partnerzy Alex
- Brad Sherwood (Shane Lyons, sezon 1) – w odcinku Eliksir zamieszania
- Riley (Brian Kubach, sezon 1) – w odcinkach Maniacy czekolady, Supernaturalny i Manny Kin
- Manny Quin (Matt Smith, sezon 1) – gdy Riley zerwał z Alex z powodu jej zazdrości, ta ożywiła manekina, żeby wzbudzić zazdrość Rileya
- Dean Moriaty (Daniel Samonas, sezon 2) – po raz pierwszy widzimy go w odcinku Spodnie wiedzy, a ostatni raz w Randka ze snu Deana.
- Ronald Longcape, Jr. (Chad Duell, sezon 2) – w odcinku Ocalić WizTech
- Mason Greyback (Gregg Sulkin, sezon 3) – po raz pierwszy go widzimy w odcinku Alex Charms a boy, a ostatni raz Wizards Exposed. Mason pojawi się jeszcze w następnej, czwartej serii.
- George (Austin Butler, sezon 3) – pojawia się w sezonie 3.
- Chase Riprock (Nick Roux, sezon 4) – pojawia się w sezonie 4. Wystąpił w 2 odcinkach: Beast Tamer i Wizard of the Year

## Osoby, które znają Alex i jej rodzinny sekret
- Theresa Russo (Maria Canals Barrera) – mama Alex.
- Ms. Jennifer „Jenny” Majorheily (Heidi Swedberg i Gilland Jones) – była nauczycielka sztuki, która została zamieniona w 40-letnią kobietę przez T.J.'a.
- Harper Finkle (Jennifer Stone) – najlepsza przyjaciółka Alex. Poznała sekret w odcinku Harper poznaje sekret, w sezonie 2.
- Mason Greyback (Gregg Sulkin) – chłopak Alex (wilkołak), poznał sekret w odcinku Wizards vs Werewolves.
- Julia Van Heusen (Bridgit Mendler) – była dziewczyna Justina (wampirzyca), poznała sekret rodzinny w odcinku Czarodzieje kontra Wampiry.
- Stevie (Hayley Kiyoko) – była przyjaciółka Alex. Poznała sekret w odcinku Na drugim planie, w sezonie 3.
- Zeke (Dan Benson) – przyjaciel Justina. Poznał sekret w sezonie 4.
- Megan Russo (Carrie Genzel) – ciotka Alex.
- Kelbo Russo (Jeff Garlin) – wujek Alex.